# 蒼い描点
『蒼い描点』（あおいびょうてん）は、松本清張の長編推理小説。若い女性編集者が、先輩と協力しながら、女性作家の周囲で続発する怪事件の謎を追跡する、ロマンティック・ミステリー。『週刊明星』に連載され（1958年7月27日号 - 1959年8月30日号）、1959年9月に光文社から刊行された。
これまで4度テレビドラマ化されている。

## あらすじ
編集者の椎原典子は、今月も締切りに遅れそうな村谷阿沙子の原稿を催促する目的で、阿沙子の滞在する箱根宮ノ下へ向かった。途中、顔見知りの田倉義三を見かけるが、田倉は「村谷女史は最近苦しそうですな」と意味深長な言葉を典子に残した。木賀温泉に宿を取り近くを散歩していた典子は、阿沙子の夫・亮吾が謎の女性と佇んでいるのを目撃し、さらに翌朝、阿沙子と田倉らしい人影を発見する。原稿は遅れて典子の滞在は長引くが、その間、河原で田倉の転落死体が発見された。田倉が死んだ夜に亮吾が失踪、加えて東京に戻った阿沙子も、精神病院に入院後行方不明となる。不審な事件の続発に疑問を抱いた典子は、先輩の崎野竜夫とともに、真相究明に乗り出す。

## 主な登場人物

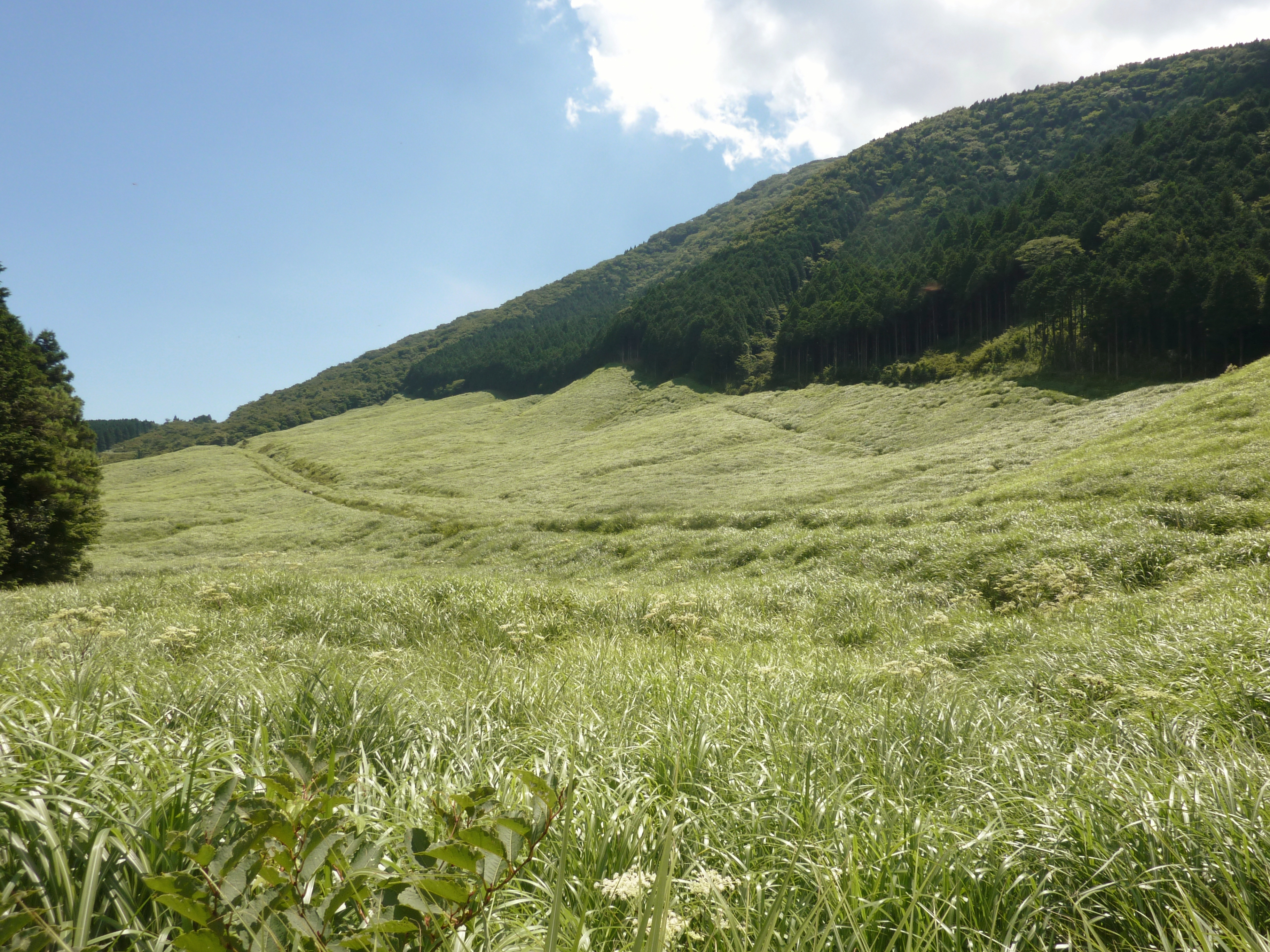
小説後半の舞台となる仙石原地区

- 原作における設定を記述。

椎原典子
去年女子大を卒業し、文芸出版社「陽光社」に入社したばかりの新米編集者。村谷阿沙子を担当している。23歳。
崎野竜夫
典子の先輩編集者。冴えたひらめきを見せ、典子をサポートする存在となる。
村谷阿沙子
3年前にデビューし、現在ジャーナリズムの注目を浴びる女性作家。遅筆で有名。32歳。
村谷亮吾
村谷阿沙子の夫。証券会社の社員だが、妻の盛名に隠れて影が薄い。
白井良介
典子の上司で、月刊誌「新生文学」の編集長。
田倉義三
出版社に籍を置くものの、取材ネタを他社に売り歩くなど、問題ある行動が多い。

## エピソード
- 本作の取材にあたって著者は堂ヶ島温泉に滞在しており、宿泊旅館は「大和屋ホテル」であった。同ホテルは、向かいあう位置に存在した旅館「対星館」と共に、小説中において言及されているが、2013年8月をもって営業を終了した。営業終了前の大和屋ホテルは、自前のゴンドラ路線を持っていたことで知られ[1]、小説中においても言及されている。
- 夏樹静子は、椎原典子について「とても魅力的で、印象に残りました。実は、私の小説で活躍する女性弁護士の名前は、そのリコちゃんから「逆算」したものでした。私も主人公の愛称をぜひリコちゃんにしたいと考え、「朝吹里矢子」に決めたのです」と述べている[2]。

## その他
- 作中、主人公が秋田中央交通線に乗車する場面があるが、同線は1969年に廃線となり現存しない。

## テレビドラマ

### 1960年版
1960年11月21日から12月26日まで、KRテレビ（現・TBSテレビ）の『ナショナル ゴールデン・アワー』枠（20:30-21:00）、『松本清張シリーズ・黒い断層』の1作として6回にわたって放送。
キャスト
- 岩崎加根子
- 菅貫太郎
- 万代峰子
- 野々村潔
- 河野秋武
- 石田茂樹
- 津崎公平
- 森健二

スタッフ
- 制作：KRテレビ、東京テレビ

| KRT（現：TBS）系列 ナショナルゴールデンアワー （松本清張シリーズ・黒い断層） | KRT（現：TBS）系列 ナショナルゴールデンアワー （松本清張シリーズ・黒い断層） | KRT（現：TBS）系列 ナショナルゴールデンアワー （松本清張シリーズ・黒い断層） |
| 前番組                                                                       | 番組名                                                                       | 次番組                                                                       |
| ---------------------------------------------------------------------------- | ---------------------------------------------------------------------------- | ---------------------------------------------------------------------------- |
| 顔 （1960.11.7 - 14）                                                        | 蒼い描点 （1960.11.21 - 12.26）                                              | 愛と空白の共謀 （1961.1.2 - 9）                                              |

### 1962年版
1962年3月6日から4月17日まで、フジテレビ系列火曜21時枠にて、全7回の連続ドラマとして放送。放送時間は21:15-21:45。
キャスト
- 悠木圭子
- 垂水悟郎
- 若原雅夫
- 文野朋子
- 喜多道枝
- 早野寿郎
- 山東昭子

スタッフ
- 脚本：高橋辰雄

| フジテレビ系列 火曜21:15 - 21:45枠                    | フジテレビ系列 火曜21:15 - 21:45枠 | フジテレビ系列 火曜21:15 - 21:45枠                   |
| 前番組                                                | 番組名                             | 次番組                                               |
| ----------------------------------------------------- | ---------------------------------- | ---------------------------------------------------- |
| 若い川の流れ （原作：石坂洋次郎） （1962.2.6 - 2.27） | 蒼い描点 （1962.3.6 - 4.17）       | 二十歳の設計 （原作：源氏鶏太） （1962.4.24 - 5.29） |

### 1983年版
「松本清張の蒼い描点」。1983年5月19日にフジテレビ系の『木曜ファミリーワイド』枠（20:02-21:48）で放送。視聴率は16.8%（ビデオリサーチ調べ、関東地区）。当初、2月に放送予定だったが、松本清張が主宰する霧プロから脚本に問題ありとのクレームがつき、一旦制作がストップし、脚本家を石森史郎に交代して制作を再開した。松本清張作品で多くのドラマが作られていたが、あまりに内容が違うとの批判が起こって以来、準備段階で映画監督の野村芳太郎が脚本に目を通すようになった経緯があった。このあおりで白井典子役は当初予定だった市毛良枝から藤谷美和子に変更された。本作での典子は白井編集長の娘。
キャスト
- 白井典子：藤谷美和子 （雑誌「月刊新生」の新米編集者）
- 白井良介：高橋悦史 （「月刊新生」編集長。典子の父）
- 崎野竜夫：磯部勉 （フリーのルポライター）
- 村谷阿沙子：吉行和子 （推理作家）
- 畑中浩三：峰岸徹 （矢島自動車商工の工員）
- 村谷亮吾：中尾彬 （村谷阿沙子の夫）
- 田倉義造：久富惟晴 （ルポライター）
- 川村広子：池波志乃 （村谷阿沙子のアシスタント）
- 芦田副編集長：平泉成
- 典子の母：谷口香
- 永山専務：早川雄三
- 田倉義造の父：稲垣昭三
- 古書店主人：小鹿番
- 旅館・対星館の娘：菊地優子
- 対星館の従業員：広瀬昌助
- 大和屋ホテルの仲居：吉沢由起
- 典子の母の主治医：久遠利三
- 田倉里子：久保田民絵
- 編集部員：岡本達哉
- 大和屋ホテルの従業員：後藤修
- 編集部員：高橋章子
- 田倉義造の母：進藤幸
- 松永夏代子
- 杉原紀代美
- 大津美智子
- 素島和江
- 団巌
- 宮本裕司

スタッフ
- 企画：重村一（フジテレビ）、霧プロダクション
- 脚本：石森史郎
- プロデューサー：柳田博美（大映テレビ）
- 監督：土井茂
- 音楽：菅野光亮
- 撮影：浅井宏彦
- 美術：大橋雅俊
- 現像：東京現像所
- 撮影協力：諏訪市、対星館（箱根堂ヶ島温泉）、大和屋ホテル（箱根堂ヶ島温泉）
- 制作：大映テレビ、フジテレビ

### 2006年版
「松本清張スペシャル・蒼い描点」。2006年9月8日にフジテレビ系の『金曜エンタテイメント』枠（21:00-22:52）で放送。視聴率は15.7%（ビデオリサーチ調べ、関東地区）。
キャスト
- 椎原典子：菊川怜 （雑誌「週刊文論」の女性編集者）
- 崎野竜夫：田辺誠一 （典子の同僚編集者）
- 村谷阿沙子：黒田福美 （日本現代文学大賞を受賞した人気作家）
- 赤沢健二：眞島秀和
- 川村広子：石橋奈美
- 田倉よし子：高橋ひとみ
- 白井良介：小日向文世 （典子の上司で編集長）
- 田倉義三：大杉漣 （業界ゴロ的なフリーライター）
- 遠山俊也、鹿内寛子、浜近高徳、谷本一、藤本静、影山英俊、野元学二、川渕良和、三浦景虎、徳永淳、小山弘訓、大村美樹、佐藤旭、原田裕子、竹嶋宗也、西尾浩行、河端保成、与古田康夫、茂木和範、清水正

スタッフ
- 脚本：田中一彦
- 演出：松山博昭
- スタントコーディネーター：釼持誠
- ボディスタント：出口正義、野貴葵
- 技術協力：八峯テレビ、バスク
- 企画協力：オスカープロモーション、ナック、菊地実
- 撮影協力：西さがみFC、箱根町、センチュリーハイアット東京ほか
- プロデュース：現王園佳正（フジテレビ）、鹿内植（フジテレビ）
- 制作 ：フジテレビ、フジテレビドラマ制作センター

| フジテレビ系列 金曜エンタテイメント         | フジテレビ系列 金曜エンタテイメント      | フジテレビ系列 金曜エンタテイメント |
| 前番組                                      | 番組名                                   | 次番組                              |
| ------------------------------------------- | ---------------------------------------- | ----------------------------------- |
| 岡部警部シリーズ1 倉敷殺人事件 （2006.9.1） | 松本清張スペシャル 蒼い描点 （2006.9.8） | 踊る!親分探偵2 （2006.9.15）        |